# Migiana
Migiana è una frazione del comune di Corciano (PG).
È situata circa 1 km a nord di Corciano, sulle pendici (301 m s.l.m.) di Monte Malbe, sopra il corso del torrente Caina, ed è popolato da 222 abitanti (dati Istat, censimento 2001). Il paese non va confuso con Migiana di Monte Tezio, frazione di Perugia.

## Storia
Fin dall'Alto Medioevo si ha notizia del fortilizio di Migiana, che nel XII secolo divenne villa e fu poi dotato di una cinta muraria a partire dall'inizio del XV secolo.

## Economia
La zona è sede di una intensa produzione vitivinicola doc Colli del Trasimeno. Da non trascurare la presenza di aziende agrituristiche.

## Monumenti e luoghi d'arte
- Resti della cinta muraria medievale;
- Chiesa di San Bartolomeo (XIII secolo), contenente una tavola lignea del Maestro di Paciano;
- Cava di Migiana, affioramento di marne e calcari marnosi rossastri, ove è possibile reperire resti fossili di ammonite;
- Castello della Pieve del Vescovo (XI secolo), sorto intorno alla chiesa di San Giovanni Intermontes (1031), che contiene un affresco del Perugino. Caratterizzato da una pianta quadrangolare, con quattro possenti torri poste agli angoli della struttura, venne restaurato nel XVI secolo su progetto di Gian Galeazzo Alessi, finanziato dal Duca della Corgna. Nel medioevo vi celebrò le proprie nozze il signore di Perugia Biordo Michelotti. Fino agli inizi del XX secolo, era la residenza estiva del Vescovo di Perugia.